# Troickaja (przystanek kolejowy)
Troickaja (ros. Троицкая) – przystanek kolejowy w miejscowości Troickij, w rejonie istrińskim, w obwodzie moskiewskim, w Rosji. Położony jest na linii Moskwa – Siebież.